# La Dame aux dragons
La Dame aux dragons (titre original : Moreta, Dragonlady of Pern) est un roman d'Anne McCaffrey publié en 1983.

## Résumé
L'histoire de La Dame aux dragons se situe au cours du Sixième Passage des Fils (pour information, la génération de F'lar et Lessa se situe au Neuvième Passage). Leur Chute doit se finir dans huit ans et tous espèrent cette fin.
Contrairement à la situation que connaîtra Pern au Neuvième Passage, les Ballades et autres Enseignements des Harpistes font partie de la culture générale indispensable.
Le récit commence lors de l'intronisation du nouveau Seigneur de Ruatha, Alessan, qui fait alors la connaissance de Moreta, Dame du Weyr de Fort. Ils ne sont pas insensibles au charme de l'un et l'autre, et partagent la même passion des Coureurs. Au même moment, on redécouvre les mystères du continent Sud dont on ramène une étrange bête : un Félin. Cet animal est malheureusement porteur d'un virus qui va se propager à travers tout Pern, provoquant une Epidémie mortelle.
C'est aux Chevaliers-Dragons que revient le devoir d'apporter les remèdes, même si ces derniers doivent succomber à la fatigue.
- Il s'agit de l'histoire de la célèbre Ballade du Vol de Moreta dans le monde de Pern.
- Il existe deux Moreta qui sont confondues : Moreta, Dame du Weyr de Fort qui donnera le Vol de Moreta, et une deuxième Moreta, fille d'Alessan et de Nerilka, qui deviendra Dame du Weyr de Benden.